# Daichi Suzuki
Pour les articles homonymes, voir Suzuki (homonymie).
Daichi Suzuki (鈴木大地, Suzuki Daichi), né le 10 mars 1967 à Narashino, est un nageur et homme politique japonais.

## Carrière
Daichi Suzuki remporte aux Jeux olympiques d'été de 1988 à Séoul la médaille d'or sur 100 mètres dos.

## Carrière politique
Suzuki a été le premier directeur de l'"Agence japonaise du sport". En octobre 2020, il annonce sa candidature à l’élection au poste de gouverneur de la préfecture de Chiba, avant de la retirer, à la suite de l'opposition de l'ancien premier ministre Yoshiro Mori, son mentor à l'Agence japonaise du sport.
Suzuki remporte un siège lors des élections à la Chambre des conseillers de juillet 2025. Lors de la campagne, il avait reçu le soutien de Yuriko Koike.